# Кольченко, Александр Михайлович
Александр Кольченко (укр. Олександр Кольченко; род. 20 сентября 1988, Тирасполь, Молдавская ССР, СССР) — украинский баскетболист, играющий на позиции лёгкого форварда. Выступает за баскетбольный клуб «Тернополь».

## Карьера
С 2005 по 2011 годы выступал за «Химик», в составе которого четырежды становился бронзовым призёром чемпионата Украины.
С 2011 по 2013 годы был игроком мариупольского «Азовмаша», с которым дважды выходил в финал Суперлиги Украины. В сезоне 2012/2013 Кольченко набирал 7,1 очка и делал 2,0 подбора в среднем за игру. В плей-офф его статистика составила 9,9 очка, 2,6 подбора за 35,0 минуты.
В сезоне 2013/2014 выступал за львовскую «Политехника-Галичина», набирая в среднем 11,6 очка и делая 3,8 подбора, 2,3 передачи и 1,5 перехвата за 28 минут.
Сезон 2014/2015 Кольченко начал в составе киевского «Будивельник», проведя в чемпионате Суперлиги Украины 20 игр, в которых в среднем набирал 12,8 очка, делал 3,1 подбора, 2,5 передачи и 1,1 перехвата за 25 минут.
В феврале 2015 года перешёл в «Автодор». В саратовском клубе выступал в роли резервиста и не смог закрепиться в команде.
Перед началом сезона 2015/2016 Кольченко остался без команды, поэтому подписал контракт только в январе 2016 года, став игроком «Нявежиса». В составе литовской команды набирал 8,6 очков и 2 подбора.
В декабре 2016 года продолжил карьеру в клубе «Черкасские мавпы». В среднем за игру набирал 13,6 очков, 3,8 передачи и 2,3 подбора.
7 марта 2017 года стал известен состав команд на «Матч всех звёзд украинской Суперлиги». По итогам голосования болельщиков Кольченко попал в состав команды «Юго-Запад». В этом матче Александр провёл 21 минуту и 26 секунд, за которые он набрал 12 очков, 3 подбора, 5 передач и 2 перехвата.
В июне 2017 года Кольченко продлил контракт с «Черкасскими мавпами» ещё на один сезон. В составе клуба стал чемпионом Украины сезона 2017/2018, а так же был признан «Самым ценным игроком» турнира. В 35 матчах набирал 17 очков, 2,7 подборов и 3,2 передачи в среднем за матч..
С 2020 года выступает за баскетбольный клуб «Тернополь».

## Сборная Украины
В составе национальной сборной Украины Кольченко был участником чемпионата Европы 2011 года в Литве, набирая 9,4 очка и 2,0 подбора за 19,4 минуты в среднем за матч.
В июне 2014 года был включён в заявку сборной Украины для участия в чемпионате Мира-2014.
В июне 2015 года вошёл в предварительный список игроков, которые претендуют на участие в Евробаскете-2015.

## Достижения
- Чемпион Украины: 2017/2018
- Серебряный призёр чемпионата Украины (2): 2011/2012, 2012/2013
- Бронзовый призёр чемпионата Украины (4): 2005/2006, 2006/2007, 2007/2008, 2008/2009